# Soomevere (Põhja-Sakala)
Soomevere is een dorp in de Estlandse gemeente Põhja-Sakala, gelegen in de provincie Viljandimaa.
Tot in oktober 2017 behoorde het dorp tot de gemeente Kõo. In die maand ging Kõo op in de fusiegemeente Põhja-Sakala.

## Bevolking
Het dorp had 99 inwoners op 31 december 2011 en 97 inwoners op 31 december 2021.

## Ligging
Soomevere ligt ten oosten van de stad Võhma. Op het grondgebied van Soomevere komt de Tugimaantee 38, de secundaire weg van Põltsamaa naar Võhma, uit op de Tugimaantee 49, de secundaire weg van Imavere via Viljandi naar Karksi-Nuia.